# Disney's Hercules
Disney's Hercules, anche presentato come Disney's Hercules Action Game e noto come Hercules, è un videogioco a piattaforme per PC e PlayStation sviluppato dalla Eurocom e pubblicato nel 1997 da Disney Interactive Studios. Un'ulteriore versione per Game Boy, molto diversa, fu sviluppata da Tiertex e pubblicata da THQ (la descrizione seguente non si applica a questa versione). Il gioco è ispirato al film d'animazione Hercules ed è bidimensionale, con scene del film come intermezzi.
Dal 12 luglio 2009 è possibile scaricare Disney's Hercules su PlayStation 3 e PlayStation Portable tramite PlayStation Network.

## Trama
Il giovane Hercules, reso mortale da un intruglio creato dal potente Ade, viene abbandonato sulla terra tra gli altri mortali.
Il gioco inizia con l'allenamento del giovane semidio nell'accademia del satiro Filottete detto Phil, poi è ambientato nella città di Tebe dove Hercules si scontra con l'Idra e altri mostri come Medusa e il Ciclope dimostrandosi un vero eroe, e termina infine con il raggiungimento dell'Olimpo, messo a ferro e fuoco da Ade e dai Titani e la sconfitta di questi da parte dell'eroe.
Ade torna quindi nell'Oltretomba ma con l'anima di Meg che fa gettare nel fiume Stige, ma Hercules arriva e lo affronta dentro il fiume della morte dove sconfigge Ade e recupera l'anima di Meg rimettendola nel corpo di quest'ultima, vivendo felicemente insieme a lei mentre Ade rimane il dio dell'Oltretomba.

## Modalità di gioco
Il giocatore si sposta su livelli lineari in 2D, e ha la facoltà di correre, saltare e abbassarsi, e può colpire i nemici con la spada, una raffica di pugni oppure un singolo e potente pugno caricabile. Sono inoltre presenti diversi bonus lungo i livelli che consentono di innalzare il punteggio complessivo, recuperare vita, o forniscono armi magiche utilizzabili per un periodo limitato. Sono presenti anche degli speciali livelli di corsa, dove il giocatore deve superare una lunga serie di ostacoli, senza mai fermarsi.

### Bonus
In ogni livello del gioco si possono raccogliere i seguenti oggetti:
- Monete;
- Action figure di Hercules, solitamente quattro per livello, che allungano man mano la barra dell'energia;
- Lettere che se prese tutte formano la parola "HERCULES";
- Herculade, bevande energetiche che ricaricano la vita;
- Spada folgorante di Zeus: rilascia un flusso continuo di fulmini che può essere direzionato a piacimento;
- Spada di fuoco di Apollo: rilascia delle sfere di fuoco che inseguono i nemici;
- Spada sonica: sferrando un colpo, emana potenti onde soniche che colpiscono in un raggio di 306 gradi;
- Vaso vita: Dà a Ercole una vita extra;
- 4 vasi che svelano il codice segreto per entrare direttamente nel livello corrente (ciò per sopperire all'eventuale mancanza di una Memory Card);
- Elmo di Ares: rende Hercules immune ai colpi ricevuti per pochi secondi se equipaggiato;
- Calzari di Hermes: reperibili solo nei livelli di corsa, rendono Hercules più veloce e in grado di sfondare gli ostacoli quando ci corre contro.

## Livelli

### Tipica D.I.D.* Donzella in difficoltà
Il giovane Hercules deve superare una serie di prove che richiedono la spada e il suo pugno distruttore.
Gli ostacoli sono caratterizzati da fantocci che si muovono in modo verticale, orizzontale e obliquo, da pesci voraci e da uccelli di coccio. Hercules troverà sul suo cammino i tre tipi di spade che lo aiuteranno in diverse situazioni. Il livello è abbastanza lungo da poter abituare il giocatore ai comandi.

### La prova dell'eroe
Dopo l'addestramento Hercules viene sottoposto all'esame finale che si basa nel superare vari ostacoli composti da robot, massi rotolanti, laghetti con squali, fantocci penzolanti e marchingegni a forma di pugno senza mai fermarsi (infatti in questo livello è impossibile).Nel livello inoltre non si può usare la spada, ma per rompere i massi Hercules sarà dotato di pattini speciali che li sfonderanno.

### La foresta del Centauro
In seguito al superamento totale dell'addestramento Hercules viene mandato in una foresta popolata da ladroni, uccelli rapaci, lupi alati e centauri. Il livello è diviso in quattro parti di foresta intervallati da cascate, anche esse piene di insidie. Nella prima parte di foresta Hercules incontrerà uccelli rapaci e un ladro. Nella seconda parte di foresta ci saranno due centauri (si consiglia di uccidere il primo con la spada di fulmine e il secondo con quella di fuoco). La terza parte della foresta sarà popolata da quattro grifoni (si consiglia di ucciderli con le tre spade a seconda della quantità disponibile di quest'ultime).  Alla fine del livello nonché nella quarta parte di foresta, Hercules si troverà ad affrontare il grande centauro Nesso che tiene prigioniera la bella Megara soprannominata Meg. 
Hercules dovrà evitare i calci e i pugni di Nesso e per sconfiggerlo dovrà saltargli in groppa per quattro volte. Una volta reso inoffensivo Hercules dovrà tirargli un pugno che lo farà volare in alto e ricadere in acqua.

### La grande Oliva
Dopo aver sconfitto Nesso, Hercules conosce Meg, ma i guai non sono ancora finiti: infatti la città di Tebe è teatro di continue sventure e invasioni da parte di uccelli predatori di uomini, ladri e scheletri. Inoltre ospita la presenza distruttiva del Minotauro. Hercules attraverso le strade di Tebe collegate da alte scalinate e da viali percorsi da carovane, giungerà dapprima in presenza del Minotauro, per sconfiggerlo bisognerà tirargli massi cubici per circa dieci volte (quando cadrà dalla scala spostarsi da davanti ad essa, poiché se vi cadrà addosso perderete energia). Successivamente Hercules sconfiggerà gli scheletri (si consiglia di usare la spada di fuoco) e annienterà a colpi di spade (si consiglia di usare le spade di fulmine e di fuoco) gli uccelli predatori di uomini. Il livello procederà senza altri ostacoli. Hercules dovrà anche stare attento anche a topi che daranno fuoco alle strade e ad uomini che corrono disperatamente per la città, entrambi non possono essere uccisi.

### Il Canyon d'Idra
Terminati questi lavoretti Hercules si trova faccia a faccia con la mostruosa Idra, da cui nascono tre teste per ognuna che le viene recisa.
Durante lo scontro Hercules può rifornirsi di bonus che fuoriescono ogni tanto da qualche testa tagliata o dai massi che cadranno dall alto. 
L'Idra verrà sconfitta e schiacciata dai massi quando la sua energia si azzererà completamente.

### Il covo di Medusa
Oltre all'Idra c'è un altro mostro che Hercules deve fronteggiare: la gorgone Medusa di cui si dice che trasformi in pietra qualunque cosa o essere vivente incroci il suo sguardo.
Per sconfiggerla Hercules deve aspettare che il mostro abbia distrutto tutte le colonne del tempio in cui si trovano e nascondersi dietro ogni specchio, crollato da ogni colonna abbattuta. Tutte le volte che il mostro lancia il suo sguardo letale, questo colpirà lo specchio e verrà riflesso ferendola. Il livello presenta scheletri che se uccisi daranno bonus. Prestare attenzione anche alla chioma di medusa composta da serpenti che spruzzeranno veleno.

### L'attacco del Ciclope
Terminate queste imprese Hercules viene a sapere che Ade, signore degli Inferi, vuole usare il monte Olimpo, dimora degli dèi, per governare la Grecia. 
Deve impedirlo ad ogni costo ma sul suo cammino tra la città di Tebe e l'Olimpo c'è un grosso Ciclope che vuole ucciderlo.
Durante il percorso Hercules cammina e salta solo frontalmente nella schermata e si può spostare da destra a sinistra (stessa situazione del livello "la prova dell'eroe"), ma per arrivare alla meta deve evitare gli urti con la gente impaurita, che fugge nel senso opposto, burroni nella strada e dei pezzi di colonne che il mostro lancia e fa crollare quando salta.

### Volando contro i Titani
Finalmente dopo aver sconfitto il gigante, Hercules può volare col cavallo alato Pegaso sul monte Olimpo per salvare i suoi parenti dèi.
Durante il percorso Hercules si muove lateralmente nella schermata e può avanzare e indietreggiare, salire e scendere e per arrivare dal padre Zeus deve sconfiggere mostri alati e liberare gli amici incatenati a delle pareti servendosi della spada.
Ciononostante deve fare attenzione quando passa nelle varie sezioni infestate dalla presenza dei Titani, padroni dei quattro elementi: roccia, ghiaccio, fuoco e vento.

### I corridoi dell'eterno tormento
Mentre Hercules si ricongiunge al padre, Ade fugge nell'Oltretomba rubando l'anima di Meg: Hercules deve scendere anche lui negli Inferi per affrontare e sconfiggere il suo nemico.
Durante il percorso Hercules si muove frontalmente nella schermata come nei precedenti livelli La prova dell'eroe e L'attacco del Ciclope, e deve inseguire senza mai fermarsi il carro alato di Ade che trasporta l'anima di Meg.
Inoltre Hercules deve fare attenzione a non precipitare nei fossati, a non finire in strade cieche e ad evitare nemici e massi.

### Vortice di anime
Hercules raggiunge Ade e combattono in un piccolo spazio: l'eroe deve raggiungere il dio che scappa da tutte le parti e colpirlo con la spada togliendogli l'energia ed evitare le scariche di fuoco e fiamme che gli vengono lanciati contro.

## Doppiaggio
| Personaggio   | Doppiatore originale            | Doppiatore italiano   |
| ------------- | ------------------------------- | --------------------- |
| Ercole        | Tate Donovan                    | Massimiliano Manfredi |
| Filottete     | Danny DeVito                    | Ennio Coltorti        |
| Ade           | James Woods                     | Massimo Venturiello   |
| Megara        | Susan Egan                      | Veronica Pivetti      |
| Pena e Panico | Bobcat Goldthwait e Matt Frewer | Neri Marcorè          |
| Nesso         | Jim Cummings                    | Luca Violini          |